# Fort Davis
Fort Davis é uma Região censo-designada localizada no estado norte-americano do Texas, no Condado de Jeff Davis.

## Demografia
Segundo o censo norte-americano de 2000, a sua população era de 1050 habitantes.

## Geografia
De acordo com o United States Census Bureau tem uma área de
14,5 km², dos quais 14,5 km² cobertos por terra e 0,0 km² cobertos por água. Fort Davis localiza-se a aproximadamente 1491 m acima do nível do mar.

## Localidades na vizinhança
O diagrama seguinte representa as localidades num raio de 60 km ao redor de Fort Davis.